# Cat Pausé
Cat Pausé (Midland, 29 mei 1979 - Palmerston North, 24 maart 2022) was een Amerikaans wetenschapster en activiste. Ze was gespecialiseerd in fat studies ('zwaarlijvigheidsstudies'). Van 2008 tot haar dood was Pausé universitair hoofddocent aan de Massey University in Nieuw-Zeeland.

## Carrière
Pausé behaalde in 1999 haar bachelordiploma sociologie aan de Texas State University om vervolgens in 2002 haar masterdiploma te behalen aan de Texas Tech University. In 2007 promoveerde Pausé aan dezelfde universiteit met een dissertatie over de identiteit van vrouwen met morbide obesitas.
Ze trad in 2008 in dienst bij de Nieuw-Zeelandse Massey University als docent menselijke ontwikkeling binnen het College of Education, waar ze later hoofddocent werd. Ze speelde een prominente rol binnen de universiteit, waar ze zich inzette voor vrouwenbelangen in onder meer de Tertiary Education Union (TEU), de vakbond van universiteitspersoneel. Ze was tevens lid van het Promotiecomité van de faculteit voor Geesteswetenschappen en Sociale Wetenschappen.
Pausé's academisch onderzoek was gericht op de gevolgen van het stigma op zwaarlijvigheid voor de lichamelijke en psychische gezondheid van mensen met obesitas. Ze publiceerde onder meer over 'uit de kast komen' als dik, de gezondheidsbeperkingen van mensen met obesitas en de rol die social media speelt in dikactivisme.
Op 23 november 2017 gaf Pausé een gastcollege op de Radboud Universiteit over hoe het omarmen van zwaarlijvigheid een tegenreactie kan zijn op het 21ste-eeuwse gezondheidscultus en het idee dat gezondheid een verantwoordelijkheid is.
Pausé was presentator van het wekelijkse radioprogramma Friend of Marilyn.
Op 24 maart 2022 overleed Pausé plotseling in haar slaap. De Massey University richtte samen met haar ouders een beurs op ter nagedachtenis aan Pausé.